# 摩尔定律

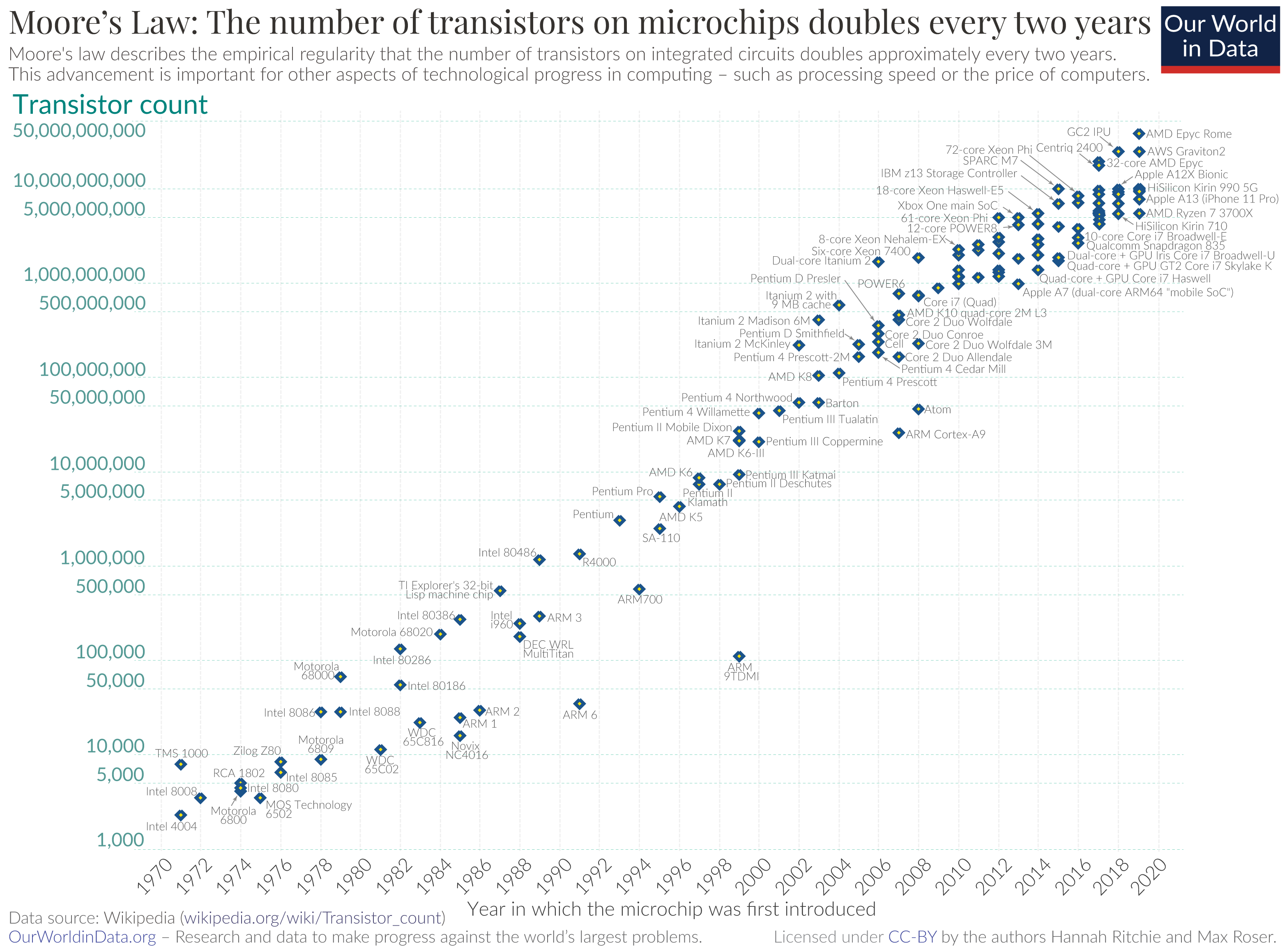
图中電腦处理器中晶體管数目的指數增長曲线符合摩尔定律

摩尔定律（英語：Moore's law）是指集成电路上可容纳的晶体管数目，每隔约兩年便会增加一倍，由快捷半导体和英特尔创始人之一（Gordon Earle Moore）提出。而经常被引用的“18个月”，則是由英特尔首席执行官大衛·豪斯（David House）提出：预计18个月会将芯片的性能提高一倍（即更多的晶体管使其更快），是一種以倍數增長的觀測。
半导体行业大致按照摩尔定律发展了半个多世纪，对二十世纪后半叶的世界经济增长做出了贡献，并驱动了一系列科技创新、社会改革、生产效率的提高和经济增长。个人电脑、因特网、智能手机等技术改善和创新都离不开摩尔定律的延续。
尽管近现代的数十年间摩尔定律均成立，但它仍应被视为是对现象的观测或对未来的推测，而不应被视为一个物理定律或者自然界的规律。从另一角度看，未来的增长率在逻辑上无法保证会跟过去的数据一样，也就是逻辑上无法保证摩尔定律会持续下去。近年来，行业专家尚未就摩尔定律何时停止适用达成共识。虽然原本预计摩尔定律将持续到至少2020年，然而，2010年国际半导体技术发展路线图的更新增长已经在2013年年底放缓，低于摩尔定律预测的速度。但是，截至2018年，一些强大的半导体制造商已经开发出大规模生产的半导体元件制造工艺，据称这些工艺与摩尔定律仍将保持同步。

## 发展历程与未来展望

### 过去的发展历程
随着元件尺寸越来越接近物理极限，研发新一代的工艺节点时，仅缩小元件尺寸是不够的。多家研究机构和半导体公司都在试图改善晶体管结构设计，以尽可能地延续摩尔定律。
高介电常数（high-k）闸极介电层（gate dielectric）的出现使得閘极对电流的控制更有效，从45nm节点开始被采用。
多闸极晶体管将閘极对电流的控制从沟道的一个表面增加到了三个表面，从22nm节点开始被采用。

### 未来展望

左图为纳米线晶体管计算机仿真曲线。临界电压在0.45V左右。右图展现的纳米线MOSFET中反型沟道的形成（电子密度的变化）。

为了让摩尔定律延续到更小的元件尺度，学术界和工业界在不同的材料、元件结构和工作原理方面的探索一直在进行中。
探索的问题之一是晶体管的閘極设计。随着元件尺寸越来越小，能否有效的控制晶体管中的电流变得越来越重要。相比于三面都有閘極的多閘極晶体管，纳米线晶体管将閘極四面围住，从而进一步改善了閘極对电流的控制。

### 还能持续多久
随着新工艺节点的不断推出，晶体管中原子的数量已经越来越少，种种物理限制约束着它的进一步发展。比如当閘极长度足够短的时候，就会发生量子穿隧效应，会导致漏电流增加。关于摩尔定律的终点究竟还有多远，看法并不一致。有预测认为摩尔定律的极限将在2025年左右到来，但也有更乐观的预测认为还能持续更久。而作为悲观者提供的实例，AMD EPYC CPU 64C 128T (ES)已不符合摩尔定律。
有些預測則認為，當電腦技術發展到晶体管只需要一粒原子，即是摩尔定律結束的時候，但也可能會出現量子電腦普及，令摩尔定律繼續持續下去一段時間。

## 概述
1965年4月19日，《电子学》杂志（Electronics Magazine）第114页发表了摩尔（時任仙童半導體公司工程师）撰写的文章〈让集成电路填满更多的元件〉，文中预言半导体芯片上集成的晶体管和电阻数量将每年增加一倍。
1975年，摩尔在IEEE國際電子元件大會上提交了一篇论文，根据当时的实际情况对摩尔定律进行了修正，把“每年增加一倍”改为“每两年增加一倍”，而现在普遍流行的说法是“每18个月增加一倍”。但1997年9月，摩尔在接受一次采访时声明，他从来没有说过“每18个月增加一倍”，而且SEMATECH路線圖跟隨24個月的週期。
摩爾定律是簡單評估半導體技術進展的經驗法則，其重要的意義在於大抵而言，若在相同面積的晶圓下生產同樣規格的IC，隨著製程技術的進步，每隔一年半，IC產出量就可增加一倍，換算為成本，即每隔一年半成本可降低五成，平均每年成本可降低三成多。就摩爾定律延伸，IC技術每隔一年半推進一個世代。
1998年時，台積電董事長張忠謀曾表示，摩爾定律在過去30年相當有效，未來10到15年應依然適用。
2009年時IBM的研究員預測，“摩爾定律”的時代將會結束，因為研究和實驗室的成本需求十分高昂，而有財力投資在建立和維護晶片工廠的企業很少。而且製程也越來越接近半導體的物理極限，將會難以再縮小下去。
由于集成度越高，晶体管的价格越便宜，这样也就引出了摩尔定律的经济学效益，在20世纪60年代初，一个晶体管要10美元左右，但随着晶体管越来越小，小到一根头发丝上可以放1000个晶体管时，每个晶体管的价格只有千分之一美分。据有关统计，按运算10万次乘法的价格算，IBM704电脑为85美分，IBM709降到17美分，而60年代中期IBM耗资50亿研制的IBM360系统电脑已变为3.0美分。
摩爾定律的定义归纳起来，主要有以下三种版本：
1. 積體電路上可容納的電晶體數目，約每隔18個月便增加一倍。
2. 微处理器的性能每隔18个月提高一倍，或价格下降一半。
3. 相同價格所买的电脑，性能每隔18个月增加一倍。

以上几种说法中，以第一种说法最为普遍；第二、三两种说法涉及到价格因素，其实质是一样的。三种说法虽然各有千秋，但在一点上是共同的，即“增加一倍”的周期都是18个月；至于增加一倍的是積體電路上所集成的“電晶體”，是整个“计算机的性能”、还是“一个美元所能买到的性能”，就见仁见智。

## 另一种说法
摩尔定律虽然以高登·摩尔的名字命名，但最早提出摩尔定律相关内容的并非摩尔，而是加州理工学院教授卡弗·米德。米德是最早关注到摩尔定律所提出的晶体管之类的产量增加，就会引起其价格下降的现象。米德指出，如果给定价格的电脑处理能力每两年提高一倍，那么这一价位的电脑处理装置同期就会降价一半。

## 外部連結
- （中文）摩爾定律邁入40週年 （页面存档备份，存于）
- （英文）Computer History Museum - The Silicon Engine  1965 - Moore's Law Predicts the Future of Integrated Circuits （页面存档备份，存于）